# Ramaria cyanocephala
Ramaria cyanocephala är en svampart som först beskrevs av Berk. & M.A. Curtis, och fick sitt nu gällande namn av Corner 1950. Ramaria cyanocephala ingår i släktet Ramaria och familjen Gomphaceae.   Inga underarter finns listade i Catalogue of Life.